# Campeonato Europeu de Patinação Artística no Gelo de 1939
O Campeonato Europeu de Patinação Artística no Gelo de 1939 foi a trigésima oitava edição do Campeonato Europeu de Patinação Artística no Gelo, um evento anual de patinação artística no gelo organizado pela União Internacional de Patinação (em inglês:  International Skating Union) onde os patinadores artísticos competem pelo título de campeão europeu. Nesta edição a competição individual masculina foi disputada na cidade de Davos, Suíça; a competição individual feminina foi disputada na cidade de Londres, Inglaterra, Reino Unido; e a competição de duplas foi disputada na cidade de Zakopane, Polônia.
Os patinadores austríacos Edi Rada, Emil Ratzenhofer, Hanne Niernberger, Emmy Putzinger, Ilse Pausin, e Erich Pausin representaram a Alemanha.

## Eventos
- Individual masculino
- Individual feminino
- Duplas

## Medalhistas
| Evento                        | Ouro                                 | Prata                                 | Bronze                               |
| Individual masculino detalhes | Graham Sharp · Reino Unido           | Freddie Tomlins · Reino Unido         | Horst Faber · Alemanha               |
| Individual feminino detalhes  | Cecilia Colledge · Reino Unido       | Megan Taylor · Reino Unido            | Daphne Walker · Reino Unido          |
| Duplas detalhes               | Maxi Herber · Ernst Baier · Alemanha | Ilse Pausin · Erich Pausin · Alemanha | Inge Koch · Günther Noack · Alemanha |

## Resultados

### Individual masculino
| Pos.              | Nome             | Nacionalidade |
| ----------------- | ---------------- | ------------- |
| Medalha de ouro   | Graham Sharp     | Reino Unido   |
| Medalha de prata  | Freddie Tomlins  | Reino Unido   |
| Medalha de bronze | Horst Faber      | Alemanha      |
| 4                 | Edi Rada         | Alemanha      |
| 5                 | Hans Gerschwiler | Suíça         |
| 6                 | Bo Mothander     | Suécia        |
| 7                 | Emil Ratzenhofer | Alemanha      |
| 8                 | Franz Loichinger | Alemanha      |
| 9                 | Hellmuth May     | Alemanha      |
| 10                | Per Cock-Clausen | Dinamarca     |
| 11                | Tony Austin      | Reino Unido   |
| 12                | Ian Currie       | Reino Unido   |

### Individual feminino
| Pos.              | Nome               | Nacionalidade   |
| ----------------- | ------------------ | --------------- |
| Medalha de ouro   | Cecilia Colledge   | Reino Unido     |
| Medalha de prata  | Megan Taylor       | Reino Unido     |
| Medalha de bronze | Daphne Walker      | Reino Unido     |
| 4                 | Hanne Niernberger  | Alemanha        |
| 5                 | Emmy Putzinger     | Alemanha        |
| 6                 | Angela Anderes     | Suíça           |
| 7                 | Eva Nyklova        | Tchecoslováquia |
| 8                 | Gladys Jagger      | Reino Unido     |
| 9                 | Marta Musilek      | Alemanha        |
| 10                | Anne Marie Saether | Noruega         |
| 11                | Britta Rahlen      | Suécia          |
| 12                | Eva Katzova        | Tchecoslováquia |

### Duplas
| Pos.              | Nome                                  | Nacionalidade |
| ----------------- | ------------------------------------- | ------------- |
| Medalha de ouro   | Maxi Herber / Ernst Baier             | Alemanha      |
| Medalha de prata  | Ilse Pausin / Erich Pausin            | Alemanha      |
| Medalha de bronze | Inge Koch / Günther Noack             | Alemanha      |
| 4                 | Erika Bass / Bela Barcza              | Hungria       |
| 5                 | Stephanie Kalusz / Erwin Kalusz       | Polônia       |
| 6                 | Gisela Grätz / Otto Weiß              | Alemanha      |
| 7                 | Silva Palme / Paul Schwab             | Iugoslávia    |
| 8                 | Trude Guber / ? Heuchert              | Romênia       |
| 9                 | Ileana Moldovan / Alfred Eisenbeisser | Romênia       |

## Quadro de medalhas
| Ordem | País        | Medalha de ouro | Medalha de prata | Medalha de bronze |   | Ordem por total |
| ----- | ----------- | --------------- | ---------------- | ----------------- | - | --------------- |
| 1     | Reino Unido | 2               | 2                | 1                 | 5 | 1               |
| 2     | Alemanha    | 1               | 1                | 2                 | 4 | 2               |
| TOTAL | TOTAL       | 3               | 3                | 3                 | 9 | —               |